# Manfred Krafft (Betriebswirtschaftler)
Manfred Krafft (* 18. Juli 1963 in Lauenburg) ist ein deutscher Professor für Betriebswirtschaft, insbesondere Marketing. 
Krafft studierte von 1985 bis 1990 Betriebswirtschaftslehre an der Universität Lüneburg, promovierte 1994 mit Außendienstentlohnung im Licht der Neuen Institutionenlehre an der Universität Kiel und habilitierte sich 2000 mit einer Arbeit über Kundenbindung und Kundenwert, ebenfalls in Kiel. Er war von 1999 bis 2003 als Professor für Marketing an der WHU – Otto Beisheim School of Management (ehemals: Wissenschaftliche Hochschule für Unternehmensführung) in Vallendar tätig und trat 2003 die Nachfolge von Heribert Meffert am Institut für Marketing an der Westfälischen Wilhelms-Universität, Münster an. 
Krafft ist an internationalen Veröffentlichungen und Publikationen beteiligt und Gutachter für renommierte internationale Wissenschaftszeitungen für Marketing. Er gründete den Circle of Excellence in Marketing, der junge Studierende unterstützt; die Mitglieder des Circle of Excellence beteiligen sich außerdem an sozialen Projekten. Krafft setzt sich zudem als Mitglied  der Initiative weitblick für einen weltweiten gerechten Bildungszugang ein und unterstützt die Studenteninitiative Symposium Oeconomicum Muenster als Kurator bei der Ausführung ihres alljährlichen Wirtschaftskongresses. Zudem engagiert er sich als ehrenamtlicher Amtsträger in der Neuapostolischen Kirche in der Leitung mehrerer Kirchengemeinden sowie des Kirchenbezirks Münster.
Krafft ist Verfasser und Herausgeber zahlreicher Schriften zum Direktmarketing, der Kommunikationspolitik und Kundenbindung.
2020 erhielt Krafft den Wissenschaftspreis des EHI, der GS1 und der Akademischen Partnerschaft.